# Человек-муравей и Оса (саундтрек)
«Челове́к-мураве́й и Оса́» (оригинальный саундтрек) — музыка к фильму «Человек-муравей и Оса» (2018) от компании Marvel Studios. Музыка была написана канадским композитором Кристофом Беком. Альбом саундтреков был выпущен студией Hollywood Records в цифровом виде 6 июля 2018 года.

## Разработка
В июне 2017 года режиссер фильма Пейтон Рид подтвердил, что Кристоф Бек, написавший музыку к фильму «Человек-муравей» (2015), напишет музыку к фильму. Бек повторил основную тему фильма «Человек-муравей», а также написал новую для Хоуп ван Дайн / Осы, которая, по его мнению, должна быть «энергичной» и показывать, что она более уверена в своих способностях, чем Скотт Лэнг / Человек-муравей. Выбирая между этими темами для конкретных сцен фильма, Бек старался чаще выбирать тему Осы, чтобы «в партитуре было достаточно новизны, чтобы чувствовалось, что она идет по новым местам, а не просто повторяется». Лейблы Hollywood Records и Marvel Music выпустили альбом саундтреков в цифровом виде 6 июля 2018 года.
В апреле 2019 года компания Mondo выпустила виниловый альбом (2XLP), включающий 14 ранее не издававшихся бонус-треков. Этот альбом станет первым из нескольких саундтреков Marvel, выпущенных на виниле в ограниченном количестве. Саундтрек данного фильма, например, была выпущена тиражом всего 1 000 экземпляров с оригинальным оформлением и вариантами раскраски на виниловом альбоме.

## Трек-лист
Вся музыка написана Кристофом Беком.
| №                   | Название                                            | Длительность |
| ------------------- | --------------------------------------------------- | ------------ |
| 1.                  | «It Ain’t Over Till the Wasp Lady Stings»           | 2:34         |
| 2.                  | «Prologue»                                          | 3:42         |
| 3.                  | «Ghost in the Machine»                              | 1:15         |
| 4.                  | «World’s Greatest Grandma»                          | 1:34         |
| 5.                  | «A Little Nudge»                                    | 3:49         |
| 6.                  | «Feds»                                              | 2:47         |
| 7.                  | «Ava’s Story»                                       | 4:36         |
| 8.                  | «Wings & Blasters»                                  | 1:55         |
| 9.                  | «Utmost Ghost»                                      | 2:28         |
| 10.                 | «Tracker Swarm»                                     | 1:27         |
| 11.                 | «Cautious as a Hurricane»                           | 2:47         |
| 12.                 | «Misdirection»                                      | 2:38         |
| 13.                 | «Quantum Leap»                                      | 2:53         |
| 14.                 | «I Shrink, Therefore I Am»                          | 1:57         |
| 15.                 | «Partners»                                          | 1:52         |
| 16.                 | «Windshield Wipeout»                                | 1:37         |
| 17.                 | «Hot Wheels»                                        | 1:38         |
| 18.                 | «Revivification»                                    | 2:50         |
| 19.                 | «A Flock of Seagulls»                               | 1:07         |
| 20.                 | «San Francisco Giant»                               | 0:45         |
| 21.                 | «Ghost = Toast»                                     | 2:54         |
| 22.                 | «Reduce Yourself»                                   | 1:41         |
| 23.                 | «Quit Screwing Around»                              | 0:46         |
| 24.                 | «Arthropodie»                                       | 4:16         |
| 25.                 | «Baba Yaga Lullaby» (с участием Дэвида Дастмалчяна) | 0:25         |
| Общая длительность: | Общая длительность:                                 | 56:13        |

ТРЕКИ ИЗ АЛЬБОМОВ НА ВИНИЛОВОЙ ЗАПИСИ 2XLP:
Первый диск (сторона А):
01. «It Ain’t Over till the Wasp Lady Stings»

02. «Prologue»

03. «Ghost in the Machine»

04. «World’s Greatest Grandma»

05. «A Little Nudge»

06. «Feds»

07. «Ava’s Story»
Первый диск (сторона B):
01. «Wings & Blasters»

02. «Utmost Ghost»

03. «Tracker Swarm»

04. «Cautious as a Hurricane»

05. «Misdirection»

06. «Quantum Leap»

07. «I Shrink, Therefore I Am»

08. «Partners»

09. «Windshield Wipeout»
Второй диск (сторона А):
01. «Hot Wheels»

02. «Revivification»

03. «A Flock of Seagulls»

04. «San Francisco Giant»

05. «Ghost = Toast»

06. «Reduce Yourself»

07. «Quit Screwing Around»

08. «Arthropodie»

09. «Baba Yaga Lullaby - Performed by David Dastmalchian»
Второй диск (сторона B):
01. «Anthill»

02. «Let's Fly, Antoinette!»

03. «The Lab»

04. «Mission Pympossible»

05. «Anterrogation»

06. «Shrinking and Phasing»

07. «This Old House»

08. «Let's Blow This Pez Stand»

09. «Quantum Dash»

10. «Pigeons! Ahhh» (Demo)

11. «Origins» (Demo)

12. «Buenos Aires, 1987» (Demo)

13. «Tunnel Go Boom!» (Demo)

14. «Elementary School»

## Дополнительная музыка
Еще одна песня, «Come On Get Happy» группы The Partridge Family, присутствует в фильме, но в альбоме саундтреков она отсутствует.  Две песни из фильма, «Everyday Is Like Sunday» Моррисси и «Spooky» Дасти Спрингфилд, не были включены в альбом саундтреков.
На виниловом издании вышеупомянутого саундтрека имеется 14 дополнительных композиций, ранее не издававшихся вместе с основной партитурой. Их можно найти на втором диске (сторона B).